# Polskie Towarzystwo Współpracy z Klubem Rzymskim
Polskie Towarzystwo Współpracy z Klubem Rzymskim (ang. The Polish Association for The Club of Rome) – stowarzyszenie powstałe w 1987 jako jedna z wielu narodowych organizacji współpracy z „Klubem Rzymskim”.
Otwarcie działalności towarzystwa nastąpiło 28 kwietnia 1987, a dokonał go ówczesny przewodniczący Klubu Rzymskiego – Alexander King. Cele statutowe Towarzystwa obejmują organizowanie i koordynację społecznej działalności związanej z zadaniami Klubu Rzymskiego, inspirowanie i inicjowanie społecznego ruchu zgodnie z założeniami działalności Klubu Rzymskiego, organizację krajowych i zagranicznych kontaktów łączących się bezpośrednio z działalnością Klubu Rzymskiego, upowszechnianie zainteresowania celami Klubu Rzymskiego, w tym popularyzowanie jego opracowań i przedsięwzięć. Towarzystwo realizuje swoje cele poprzez podejmowanie badań naukowych, organizowanie krajowych i międzynarodowych seminariów i konferencji, udział członków Towarzystwa w seminariach i konferencjach zagranicznych, upowszechnianie problematyki podejmowanej przez Towarzystwo w środkach masowego przekazu oraz w wydawnictwach własnych. Towarzystwo wydaje również książki, których tematykę uważa za odpowiadającą swoim celom i na które pragnie zwrócić uwagę społeczeństwa. W latach 1987–2003 opublikowało 25 prac: 16 w języku polskim i 9 w języku angielskim. W ciągu pierwszych 16 lat działalności Towarzystwo zorganizowało w sumie kilkadziesiąt seminariów, konferencji i spotkań naukowych oraz zainicjowało kilka projektów badawczych. Towarzystwo jest współredaktorem biuletynu „Przyszłość Świat-Europa-Polska”. Towarzystwo jest organizacją non-profit, środki na jego działalność pochodzą przede wszystkim z darowizn osób prywatnych, instytucji, przedsiębiorstw oraz składek członkowskich.

## Fundacja
Polskie Towarzystwo Współpracy z Klubem Rzymskim 23 marca 1989 powołało do życia „Polską Fundację Klubu Rzymskiego” (Polish Foundation for The Club of Rome). Do jej celów należy organizowanie i koordynowanie społecznej działalności związanej z zadaniami Klubu Rzymskiego oraz gromadzenie środków finansowych i zasobów materialnych na rzecz realizacji programu Polskiego Towarzystwa Współpracy z Klubem Rzymskim.

## Prezesi
1. Adam Schaff
2. Zdzisław Sadowski
3. Antoni Kukliński
4. Julian Marian Auleytner (aktualny prezes od 31 stycznia 2011)